# Uông Tuấn (đạo diễn)
Uông Tuấn (sinh ngày 13 tháng 2 năm 1963 tại Nam Thông, Giang Tô ) tốt nghiệp khoa Kịch Học viện Nghệ thuật Quân đội Giải phóng Nhân dân Trung Quốc, hệ đạo diễn Học viện Hý kịch Trung ương, là đạo diễn cấp quốc gia hạng nhất, diễn viên Trung Quốc đại lục.
Năm 1991, ông gia nhập vào đoàn Kịch chánh tổng, đạo diễn vở kịch Người con gái của Đảng giành giải Văn Hoa và giải nhất của Hội văn nghệ toàn quân. Năm 1995, ông đạo diễn vở kịch Mộc miên hồng giành giải nhất tại giải thưởng Kịch quốc gia. Năm 1998, ông đạo diễn vở nhạc kịch lịch sử Khuất Nguyên giành được giải Ngũ nhất cá công trình (Five-One Project) . Năm 2000, cùng Triệu Bảo Cương đạo diễn bộ phim lãng mạn Như sương như mưa lại như gió . Năm 2001, Giám đốc điều hành đã thay đổi công việc kinh doanh của mình và trở thành đạo diễn truyền hình thương mại . Năm 2002, ông đạo diễn bộ phim Thành thị phồn hoa.

## Phim
| Năm  | Kênh                          | Tên                                | Tên gốc          | Vai diễn/Vai trò             | Ghi chú                       |
| ---- | ----------------------------- | ---------------------------------- | ---------------- | ---------------------------- | ----------------------------- |
| 1990 | Trung Quốc đại lục            | Dương Nãi Vũ và Tiểu Bách Thái     | 杨乃武与小白菜   | Lưu Tử Hòa                   |                               |
| 1995 | Trung Quốc đại lục            | Võ Tắc Thiên                       | 武则天           | Chu Hưng                     |                               |
| 1995 | Trung Quốc đại lục            |                                    | 若男和她的儿女们 | Đạo diễn                     |                               |
| 1997 | Trung Quốc đại lục            | Đừng nói lời tạm biệt              | 别说再见         | Đạo diễn                     |                               |
| 1999 | Trung Quốc đaị lục            | Sinh tử đồng hành                  | 生死同行         | Đạo diễn                     |                               |
| 2000 | Trung Quốc đại lục            | Như sương như mưa lại như gió      | 像雾像雨又像风   | Đạo diễn                     |                               |
| 2002 | Trung Quốc đại lục            | Đằng sau sự hào nhoáng             | 浮华背后         | Đạo diễn                     |                               |
| 2003 | Trung Quốc đại lục            | Tạm biệt, Vancouver                | 别了，温哥华     | Dư Sĩ Hùng, đạo diễn         | Triệu Bảo Cương               |
| 2004 | Trung Quốc đại lục            | Thành thị phồn hoa                 | 浮华城市         | Đạo diễn                     |                               |
| 2004 | Trung Quốc đại lục            | Mặt trời tỏa nắng như một bông hoa | 阳光像花一样绽放 | Đạo diễn                     |                               |
| 2007 | Trung Quốc đại lục            | Kim nhĩ hoàn                       | 金耳环           | Đạo diễn                     |                               |
| 2007 | Trung Quốc đại lục            | Gia                                | 家               | Đạo diễn                     |                               |
| 2009 | Thiên Tân TV                  | 99 ngày cuối cùng                  | 最后的99天       | Đạo diễn                     |                               |
| 2009 | CCTV-1                        | Tuổi trẻ của tôi                   | 我的青春谁做主   | Hình Công Thành              | Triệu Bảo Cương, Vương Nghênh |
| 2009 | CCTV-1                        | Bốn thế hệ                         | 四世同堂         | Đạo diễn                     |                               |
| 2009 | Trung Quốc đại lục, Nhật Bản  | Bầu trời rộng lớn                  | 苍穹之昴         | Đạo diễn                     |                               |
| 2010 | CCTV-1                        | Cuộc sống tươi đẹp của tôi         | 我的美丽人生     | Đạo diễn                     |                               |
| 2010 |                               | Đại thời đại                       | 大时代           |                              |                               |
| 2011 |                               | Nam nhân bang                      | 男人帮           | Diễn viên                    |                               |
| 2012 |                               | Câu chuyện Vợ Chồng                | 夫妻那些事       | Đạo diễn                     |                               |
| 2013 |                               | Tôi yêu bạn thân nam               | 我爱男闺蜜       | Mạc Chính Nguyên，đạo diễn   |                               |
| 2014 |                               | Bác sĩ thanh niên                  | 青年医生         | Diễn viên                    | Khách mời                     |
| 2016 |                               | Mật mã Siêu thiếu niên             | 超少年密码       | Kham Minh, diễn viên         | Khách mời                     |
| 2016 |                               | Tiểu biệt ly                       | 小别离           | Trương Lượng Trung, đạo diễn |                               |
| 2018 | Đông Phương vệ thị Giang Tô   | Như Ý truyện                       | 如懿传           | Đạo diễn                     |                               |
| 2019 | Đông Phương TV Chiết Giang TV | Tiểu hoan hỉ                       | 小欢喜           | Đạo diễn                     |                               |
| 2020 |                               | Cùng nhau                          | 在一起           | Đạo diễn                     |                               |

## Giải thưởng
1992 - Văn Hoa - Con gái của Đảng
1992 - Hội văn nghệ toàn quân - Con gái của Đảng
1995 - Kịch quốc gia - Mộc miên hoa
1995 - Five-one Project - Mộc miên hoa
1995 - Kịch quốc gia - Đạo diễn xuất sắc nhất - Mộc miên hoa
1998 - Five-one Project - Khuất Nguyên
2010 - Liên hoan phim truyền hình quốc tế Seoul - Đạo diễn xuất sắc nhất - Bầu trời rộng lớn (Đề cử)
2010 - Liên hoan phim truyền hình quốc tế Seoul - Phim xuất sắc nhất - Bầu trời rộng mở (Đề cử)
2011 - Giải thưởng truyền hình Cầu vồng Châu Á - Đạo diễn xuất sắc nhất - Bầu trời rộng mở (Đề cử)
2011 - Giải thưởng truyền hình giải Cầu vồng Châu Á - Trang phục xuất sắc nhất - Bầu trời rộng mở
2017 - Giải Bạch Ngọc Lan - Đạo diễn xuất sắc nhất - Tiểu biệt ly (Đề cử)
2017 - Hoa Đỉnh - Đạo diễn xuất sắc nhất - Tiểu biệt ly
2018 - Giải Phi thiên - Đạo diễn xuất sắc nhất - Tiểu biệt ly (Đề cử)